# Pituriaspida
Pituriaspides
Classe
Genres de rang inférieur
- † Pituriaspis
- † Neeyambaspis

Les Pituriaspida (Pituriaspides) sont une classe fossile de poissons sans mâchoires dans la super-classe Pteraspidomorphi.

## Présentation
Ces poissons sont à bouclier céphalique, dotés d'un rostre en forme de nez. Ils ont vécu dans les environnements marins et deltaïques de l'Australie du Dévonien moyen (il y a environ 390 Ma). Ils ne sont connus que par deux genres (Pituriaspis et Neeyambaspis) trouvés dans un seul site de grès du bassin de Georgina, dans le Queensland occidental, en Australie.